# Major League Baseball 1993
La stagione 1993 della Major League Baseball (MLB) iniziò il 5 aprile e si concluse il 23 ottobre con la sesta partita delle World Series.
Durante la stagione regolare si disputarono 162 partite per ogni squadra. La stagione fu l'ultima ad avere due division per lega, infatti dalla stagione seguente le division diventarono tre per ogni lega, con la creazione delle "central division" e vennero di conseguenza introdotte nel post-stagione le Division Series, anche se quest'ultime furono giocate per la prima volta nel 1995, a causa dello sciopero avvenuto nella stagione 1994.
L'8 aprile, il giocatore dei Cleveland Indians Carlos Baerga divenne il primo a battere una valida da entrambi i lati del piatto nello stesso inning.
L'All-Star Game venne disputato il 13 luglio al Camden Yards di Baltimora, Maryland e fu vinto dalla selezione della American League per 9-3.
Le World Series si svolsero tra il 16 e il 23 ottobre, concludendosi con la vittoria degli Toronto Blue Jays per 4 partite a 2 sui Philadelphia Phillies. Fu il secondo titolo della storia dei Blue Jays.

## Stagione regolare

### American League
East Division
| Squadra           | Vittorie | Sconfitte | Perc. | GB |
| ----------------- | -------- | --------- | ----- | -- |
| Toronto Blue Jays | 95       | 67        | .586  | —  |
| New York Yankees  | 88       | 74        | .543  | 7  |
| Baltimore Orioles | 85       | 77        | .525  | 10 |
| Detroit Tigers    | 85       | 77        | .525  | 10 |
| Boston Red Sox    | 80       | 82        | .494  | 15 |

West Division
| Squadra            | Vittorie | Sconfitte | Perc. | GB |
| ------------------ | -------- | --------- | ----- | -- |
| Chicago White Sox  | 94       | 68        | .580  | —  |
| Texas Rangers      | 86       | 76        | .531  | 8  |
| Kansas City Royals | 84       | 78        | .519  | 10 |
| Seattle Mariners   | 82       | 80        | .506  | 12 |
| California Angels  | 71       | 91        | .438  | 23 |

1. 1 2  Vincitore division

### National League
East Division
| Squadra               | Vittorie | Sconfitte | Perc. | GB |
| --------------------- | -------- | --------- | ----- | -- |
| Philadelphia Phillies | 97       | 65        | .599  | —  |
| Montreal Expos        | 93       | 69        | .574  | 4  |
| St. Louis Cardinals   | 86       | 76        | .531  | 11 |
| Chicago Cubs          | 81       | 81        | .500  | 16 |
| Pittsburgh Pirates    | 57       | 105       | .352  | 40 |

West Division
| Squadra              | Vittorie | Sconfitte | Perc. | GB |
| -------------------- | -------- | --------- | ----- | -- |
| Atlanta Braves       | 104      | 58        | .642  | —  |
| San Francisco Giants | 103      | 59        | .636  | 1  |
| Houston Astros       | 85       | 77        | .525  | 19 |
| Los Angeles Dodgers  | 81       | 81        | .500  | 23 |
| Cincinnati Reds      | 73       | 89        | .451  | 31 |

1. 1 2  Vincitore division

## Post-stagione
|  | League Championship Series (ALCS), (NLCS) | League Championship Series (ALCS), (NLCS) | League Championship Series (ALCS), (NLCS) |                       |    | World Series      | World Series | World Series |  |
|  |                                           |                                           |                                           |                       |    |                   |              |              |  |
|  | East                                      | Toronto Blue Jays                         | 4                                         |                       |    |                   |              |              |  |
|  | East                                      | Toronto Blue Jays                         | 4                                         |                       |    |                   |              |              |  |
|  | West                                      | Chicago White Sox                         | 2                                         |                       |    |                   |              |              |  |
|  | West                                      | Chicago White Sox                         | 2                                         |                       | AL | Toronto Blue Jays | 4            |              |  |
|  |                                           |                                           |                                           |                       | AL | Toronto Blue Jays | 4            |              |  |
|  |                                           |                                           | NL                                        | Philadelphia Phillies | 2  |                   |              |              |  |
|  | East                                      | Philadelphia Phillies                     | NL                                        | Philadelphia Phillies | 2  | 4                 |              |              |  |
|  | East                                      | Philadelphia Phillies                     |                                           |                       |    |                   |              |              |  |
|  | West                                      | Atlanta Braves                            | 2                                         |                       |    |                   |              |              |  |

### ALCS MVP
- Dave Stewart

### NLCS MVP
- Curt Schilling

### World Series MVP
- Paul Molitor

## Record individuali

### American League
| Stat. | Giocatore             | Tot. |
| ----- | --------------------- | ---- |
| AVG   | John Olerud (TOR)     | .363 |
| HR    | Juan González (TEX)   | 46   |
| RBI   | Albert Belle (CLE)    | 129  |
| R     | Rafael Palmeiro (TEX) | 124  |
| H     | Paul Molitor (TOR)    | 211  |
| SB    | Kenny Lofton (CLE)    | 70   |

| Stat | Giocatore                              | Tot.  |
| ---- | -------------------------------------- | ----- |
| W    | Jack McDowell (CHW)                    | 22    |
| L    | Scott Erickson (MIN)                   | 19    |
| ERA  | Kevin Appier (KCR)                     | 2.56  |
| K    | Randy Johnson (SEA)                    | 308   |
| IP   | Cal Eldred (MIL)                       | 258.0 |
| SV   | Duane Ward (TOR) Jeff Montgomery (KCR) | 45    |

### National League
| Stat | Giocatore              | Tot. |
| ---- | ---------------------- | ---- |
| AVG  | Andrés Galarraga (COL) | .370 |
| HR   | Barry Bonds (SFG)      | 46   |
| RBI  | Barry Bonds (SFG)      | 123  |
| R    | Lenny Dykstra (PHI)    | 143  |
| H    | Lenny Dykstra (PHI)    | 194  |
| SB   | Chuck Carr (FLO)       | 58   |

| Stat | Giocatore                            | Tot.  |
| ---- | ------------------------------------ | ----- |
| W    | Tom Glavine (ATL) John Burkett (SFG) | 22    |
| L    | Doug Drabek (HOU)                    | 18    |
| ERA  | Greg Maddux (ATL)                    | 2.36  |
| K    | Jose Rijo (CIN)                      | 227   |
| IP   | Greg Maddux (ATL)                    | 267.0 |
| SV   | Randy Myers (CHC)                    | 53    |

## Premi

### Premi annuali

#### Guanto d'oro
| American League | National League | Posizione    |
| --------------- | --------------- | ------------ |
| Mark Langston   | Greg Maddux     | Lanciatore   |
| Iván Rodríguez  | Kirt Manwaring  | Ricevitore   |
| Don Mattingly   | Mark Grace      | Prima base   |
| Roberto Alomar  | Robby Thompson  | Seconda base |
| Robin Ventura   | Matt Williams   | Terza base   |
| Omar Vizquel    | Jay Bell        | Interbase    |
| Kenny Lofton    | Barry Bonds     | Esterno      |
| Devon White     | Larry Walker    | Esterno      |
| Ken Griffey Jr. | Marquis Grissom | Esterno      |

#### Silver Slugger Award
| American League | National League | Posizione     |
| --------------- | --------------- | ------------- |
| Paul Molitor    | Orel Hershiser  | DH/Lanciatore |
| Mike Stanley    | Mike Piazza     | Ricevitore    |
| Frank Thomas    | Fred McGriff    | Prima base    |
| Carlos Baerga   | Robby Thompson  | Seconda base  |
| Wade Boggs      | Matt Williams   | Terza base    |
| Cal Ripken Jr.  | Jay Bell        | Interbase     |
| Albert Belle    | Barry Bonds     | Esterno       |
| Ken Griffey Jr. | Lenny Dykstra   | Esterno       |
| Juan González   | David Justice   | Esterno       |

#### MVP
- American League: Frank Thomas
- National League: Barry Bonds

#### Esordiente dell'anno
- American League: Tim Salmon
- National League: Mike Piazza

#### Cy Young Award
- American League: Jack McDowell
- National League: Greg Maddux

#### Allenatore dell'anno
- American League: Gene Lamont
- National League: Dusty Baker

### Premi mensili e settimanali

#### Giocatori del mese
| Mese      | American League | National League  |
| --------- | --------------- | ---------------- |
| Aprile    | John Olerud     | Barry Bonds      |
| Maggio    | Paul Molitor    | Jeff Bagwell     |
| Giugno    | John Olerud     | Andrés Galarraga |
| Luglio    | Rafael Palmeiro | Fred McGriff     |
| Agosto    | Frank Thomas    | Tony Gwynn       |
| Settembre | Chris Hoiles    | Andrés Galarraga |

#### Lanciatori del mese
| Mese      | American League     | National League             |
| --------- | ------------------- | --------------------------- |
| Aprile    | Jimmy Key           | Ken Hill                    |
| Maggio    | Danny Darwin        | Tommy Greene                |
| Giugno    | Rick Aguilera       | Darryl Kile e Chris Hammond |
| Luglio    | Fernando Valenzuela | Bill Swift                  |
| Agosto    | Bill Gullickson     | Greg Maddux                 |
| Settembre | Wilson Álvarez      | John Wetteland              |

#### Giocatori della settimana
| Settimana            | American League            | National League              |
| -------------------- | -------------------------- | ---------------------------- |
| 5-11 aprile          | Carlos Baerga              | John Kruk                    |
| 12-18 aprile         | Travis Fryman              | Barry Bonds                  |
| 19-25 aprile         | J.T. Snow e Chris Bosio    | Junior Felix                 |
| 26 aprile - 2 maggio | Kevin Reimer               | Mike Piazza                  |
| 3-9 maggio           | Mark McGwire e Kevin Brown | Jeff Blauser                 |
| 10-16 maggio         | Dave Winfield              | Kevin Mitchell               |
| 17-23 maggio         | George Bell                | Jeff Bagwell                 |
| 24-30 maggio         | Wally Joyner               | Tommy Greene                 |
| 31 maggio - 6 giugno | John Olerud                | Andres Galarraga             |
| 7-13 giugno          | Shane Mack                 | Gary Sheffield e Steve Avery |
| 14-20 giugno         | Cecil Fielder              | Mike Piazza e Tom Glavine    |
| 21-27 giugno         | Chris Hoiles               | Lee Smith                    |
| 28 giugno - 4 luglio | Rafael Palmeiro            | Sammy Sosa                   |

| Settimana               | American League                 | National League           |
| ----------------------- | ------------------------------- | ------------------------- |
| 5-11 luglio             | Chris Hoiles                    | Moises Alou               |
| 12-18 luglio            | Don Mattingly                   | Mark Whiten               |
| 19-25 luglio            | Ken Griffey Jr. e Carlos Baerga | Todd Zeile                |
| 26 luglio - 1º agosto   | Rafael Palmeiro                 | Andy Benes                |
| 2-8 agosto              | Mark McLemore                   | Tony Gwynn                |
| 9-15 agosto             | Dan Gladden                     | Greg Maddux               |
| 16-22 agosto            | Jack McDowell                   | Robby Thompson            |
| 23-29 agosto            | Mickey Tettleton                | Phil Plantier             |
| 30 agosto - 5 settembre | Jim Abbott                      | Greg Maddux               |
| 6-12 settembre          | Kevin Tapani                    | Mark Whiten e Darryl Kile |
| 13-19 settembre         | Kevin Appier                    | Charlie Hayes             |
| 20-26 settembre         | George Brett                    | Barry Bonds               |